# Звёздные войны: Скайуокер. Восход (саундтрек)
Звёздные войны: Скайуокер. Восход (саундтрек) (англ. Star Wars: The Rise of Skywalker – Original Motion Picture Soundtrack) является музыкой к фильму 2019 года с одноимённым названием, написанной и продирижированной Джоном Уильямсом. Саундтрек альбом был выпущен как в цифровом формате, так и на диджипак-диске Walt Disney Records 18 и 20 декабря 2019 года соответственно.

## Обзор
10 января 2018 года было подтверждено, что Джон Уильямс вернется, чтобы сочинить и дирижировать «Скайуокер. Восход». В следующем месяце Уильямс объявил, что это будет последний фильм «Звёздных войн», для которого он будет составлять музыку. В августе 2019 года во время Ночи кино в музыкальной площадке «Танглвуд» Уильям сообщил, что начались сессии оценки, и что 80 % музыки для «Эпизода IX» было записано и что дополнительные 40 минут будут записаны по просьбе режиссёра Дж. Дж. Абрамса.
Запись музыки началась в середине июля на Barbra Streisand Scoring Stage от Sony Pictures Studios в Калвер-Сити, где за пятимесячный период было проведено 11 сессий. Уильямс провел сессии самостоятельно, записав более трех часов музыки, которая состояла из нового материала и ревизий предыдущих тем. Говоря о процессе записи, он сказал, что «это был замечательный способ провести шесть или восемь месяцев … и за то, что он был благодарен за то, что имел энергию и интерес к работе с оркестром, что было очень прекрасно». Уильям Росс помогал с оркестровками, в то время как смешиванием занимался звукооператор Шон Мерфи. Как и в предыдущих фильмах трилогии сиквелов, он был записан с внештатным оркестром из 102 человек вместе с 100-голосным Los Angeles Master Chorale. Последний день записи состоялся 18 ноября 2019 года, когда присутствовали многие актёры из состава и руководители, такими как актёры «Звёздных войн» Марк Хэмилл, Дейзи Ридли, Келли Мэри Трэн и частый сотрудник Стивен Спилберг.
В преддверии выпуска саундтрека 10 декабря 2019 года на веб-сайте Disney awards был выпущен саундтрек альбом «Для вашего рассмотрения», который состоял из 50 минут музыки для фильма. Однако по неизвестным причинам он был снят вскоре после этого.

## Трэк лист
Вся музыка написана Джоном Уильямсом.
| №                   | Название                   | Длительность |
| ------------------- | -------------------------- | ------------ |
| 1.                  | «Fanfare and Prologue»     | 4:34         |
| 2.                  | «Journey to Exegol»        | 2:49         |
| 3.                  | «The Rise of Skywalker»    | 4:18         |
| 4.                  | «The Old Death Star»       | 3:16         |
| 5.                  | «The Speeder Chase»        | 3:21         |
| 6.                  | «Destiny of a Jedi»        | 5:12         |
| 7.                  | «Anthem of Evil»           | 3:23         |
| 8.                  | «Fleeing from Kijimi»      | 2:51         |
| 9.                  | «We Go Together»           | 3:17         |
| 10.                 | «Join Me»                  | 3:42         |
| 11.                 | «They Will Come»           | 2:50         |
| 12.                 | «The Final Saber Duel»     | 3:57         |
| 13.                 | «Battle of the Resistance» | 2:51         |
| 14.                 | «Approaching the Throne»   | 4:16         |
| 15.                 | «The Force Is with You»    | 3:59         |
| 16.                 | «Farewell»                 | 5:14         |
| 17.                 | «Reunion»                  | 4:05         |
| 18.                 | «A New Home»               | 1:47         |
| 19.                 | «Finale»                   | 10:51        |
| Общая длительность: | Общая длительность:        | 1:16:33      |

## Дополнительная музыка
| Название      | Музыкант(ы)                           | Исполнения |
| ------------- | ------------------------------------- | --- |
| «Lido Hey»    | Лин-Мануэль Миранда, Джей Джей Абрамс | Исполняет группа Лохматого Кавы, музыкальное прозвище для Миранды и Абрамса. Играет когда главные герои, участвуют и проходят через Фестиваль праотцов на пустынной планете Пасаана. |
| «Oma’s Place» | Рики Тинез, Джей Джей Абрамс          | Исполняют Рики Тинез и Джей Джей Абрамс. Играет когда главные герои попадают в бар, принадлежащий Ома Трэсу (камео роль композитора Джона Уильямса) на планете Киджими.              |

## Чарты
| Чарты (2019—2020)                 | Высшая позиция |
| --------------------------------- | -------------- |
| Австралия (ARIA)                  | 25             |
| Бельгия/Фландрия (Ultratop)       | 52             |
| Бельгия/Валлония (Ultratop)       | 89             |
| Германия (Offizielle Top 100)     | 35             |
| Венгрия (MAHASZ)                  | 25             |
| Япония (Oricon)                   | 28             |
| Шотландия (Scottish Albums Chart) | 53             |
| Испания (PROMUSICAE)              | 28             |
| Швейцария (Schweizer Hitparade)   | 43             |
| Великобритания (UK Albums Chart)  | 57             |
| США (Billboard 200)               | 42             |